# Baskické jazyky
Baskické jazyky jsou jazykovou skupinou, ve které je pouze baskičtina, používaná Basky v Baskicku na pomezí Španělska a Francie. Protože tato skupina zahrnuje jenom baskičtinu, která není příbuzná s žádným jiným jazykem, tak se baskičtina bere jako izolovaný jazyk.
V minulosti ovšem zahrnovala více jazyků. Patřila sem akvitánština, používaná v Akvitánii, které vymřela už ve středověku. Podle mnoha teorií sem také patřily vymřelé jazyky staré Ibérie.
Všechny baskické jazyky se vyvinuly ze starobaskičtiny (protobaskičtiny), ale původ baskičtiny dodnes není znám. Existují hypotézy o tom, že to byl jazyk Kromaňonců nebo že měl spojitost s gruzínštinou.[zdroj?]